# Saint-Médard (kyrkobyggnad)
Saint-Médard är en kyrkobyggnad i Paris, invigd åt den helige Medardus av Noyon. Kyrkan är belägen vid Rue Mouffetard i Paris femte arrondissement.
I höger tvärskepp finns målningen Josef promenerar med Jesusbarnet, utförd av Francisco de Zurbarán.

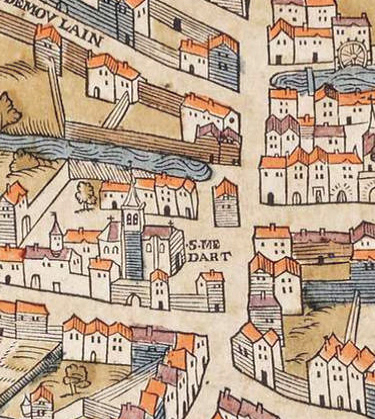
Saint-Médard (•S•MEDART). Detalj från Truschets och Hoyaus Paris-karta (1550-talet)